# Oy (Band)
OY ist ein Schweizer Elektro-Musik-Duo, bestehend aus der Sängerin Joy Frempong und dem Schlagzeuger Marcel Blatti aka „Lleluja-Ha“, dessen vorwiegend elektronisch-futuristisch wirkender Musikstil durch afrikanische Klänge und Gesang beeinflusst ist. Das Programm ist mit Erzählungen unterlegt, die mit einem Looper aufgezeichnet und mehrfach geschichtet wiedergegeben sowie instrumental begleitet werden.

## Geschichte
OY startete 2010 zunächst als Solomusikprojekt der 1978 in Ghana geborenen und seit dem siebten Lebensjahr in der Schweiz aufgewachsenen Musikerin Frempong, die zu der Zeit mit verschiedenen Bands, unter anderem auch „Filewile“ unterwegs war. Sie veröffentlichte unter dem Pseudonym „OY“ ihr erstes Solo-Album, an dem sie vier Jahre gebrütet hatte und dessen erste Pressung bald ausverkauft war. Seither wird die schweizerisch-ghanaische Musikerin vom kultisch verkleideten Musiker und Komponisten Marcel Blatti aka Lleluja-Ha auf dem Schlagzeug begleitet. Beide leben heute in Berlin. Sein Bühnenkostüm entwarf Victoria Behr.

## Diskografie

### Alben
- 2010: First Box Then Walk (Creaked Records)
- 2013: Kokokyinaka (Creaked Records)
- 2016: Space Diaspora (Crammed Discs)

### EPs
- 2012: Look At Me (Creaked Records)

### Singles
- 2010: Snake (Maxi-Single; Creaked Records)
- 2012: Marked Place (Creaked Records)